# Groene mesvis
De groene mesvis (Eigenmannia virescens) is een vis in de familie van de mesvissen. De wetenschappelijke naam van de groene mesvis is vernoemd naar Carl H. Eigenmann. Het stroomgebied van de groene mesvis ligt in Zuid-Amerika van de Magdalena tot de Plata.
Het mannetje en vrouwtje lijken veel op elkaar, maar het mannetje wordt ongeveer twintig centimeter groter dan het vrouwtje en kan groeien tot wel 45 cm. De vissen zijn vooral in de nacht actief en komen vaak voor in een school. In een dergelijke school is duidelijke sociale rangorde, waarin dominante en minder dominante dieren zitten. Gevechten lopen eigenlijk nooit op tot ernstige verwondingen.
1. ↑  (en) Groene mesvis op de IUCN Red List of Threatened Species.